# Stazione di Allumiere
La stazione di Allumiere è stata una fermata ferroviaria posta lungo la linea ferroviaria Civitavecchia-Orte chiusa al traffico nel 1961 e dismessa dal 2011 tra Civitavecchia e Capranica. Era a servizio del comune di Allumiere.

## Storia
La stazione venne privata del suo traffico nel 1961 e in seguito venne smantellato anche il suo piazzale. In seguito venne declassata a fermata seppure i suoi binari compreso quello di corsa siano stati rimossi anni prima.

## Strutture e impianti
La stazione disponeva di un fabbricato viaggiatori ancora esistente seppur pericolante. Il piazzale, prima composto da due binari, e le banchine sono state da tempo smantellate insieme con il tratto di linea da Capranica fino a Civitavecchia, tuttavia sia questa che la stazione rimangono per il gestore dell'infrastruttura Rete Ferroviaria Italiana formalmente attivi.

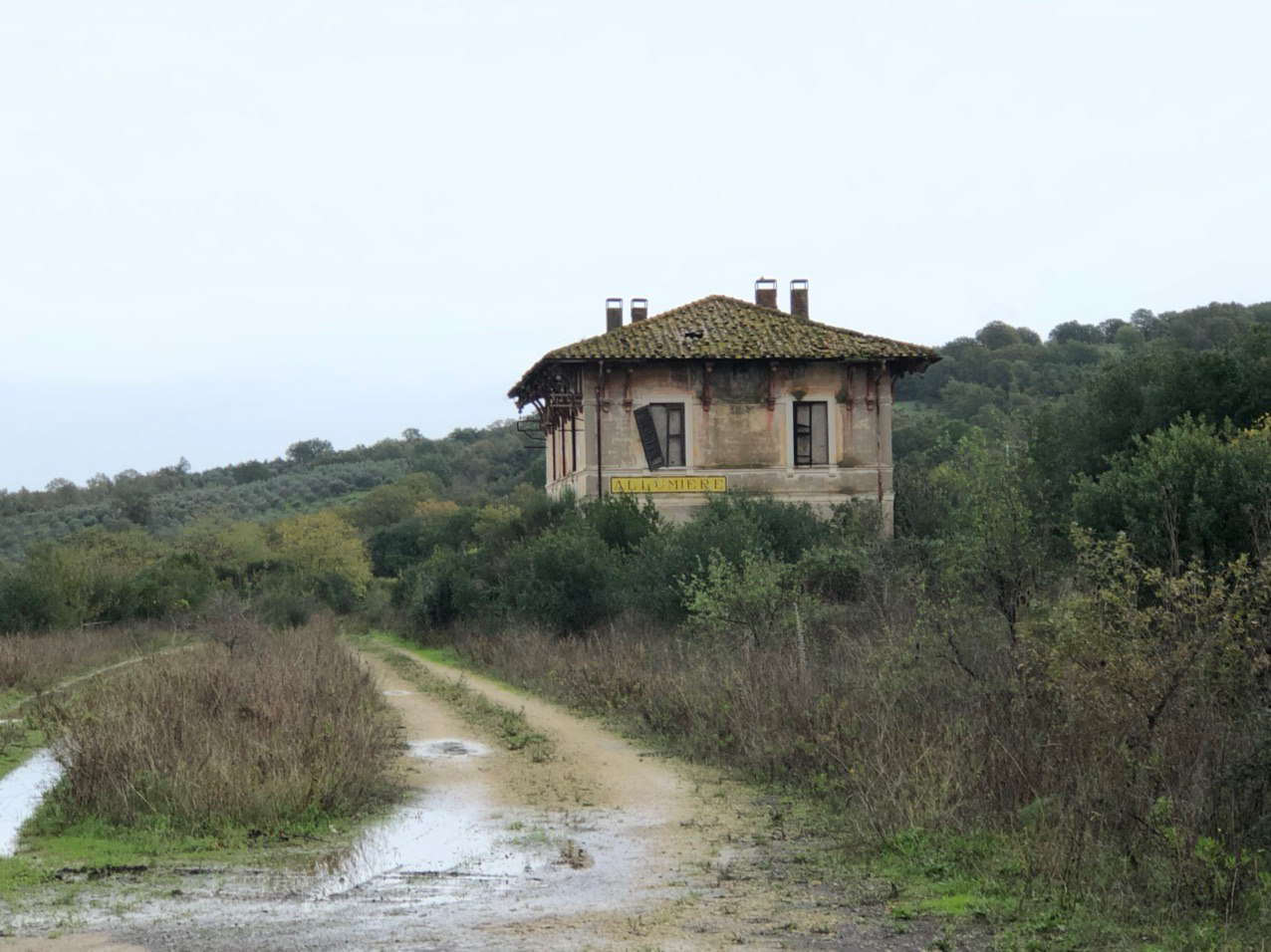
L'ex ferrovia in entrata alla Stazione di Allumiere